# Assiminea moellendorffi
Assiminea moellendorffi е вид коремоного от семейство Assimineidae.

## Разпространение
Видът е разпространен в Макао.